# Maxine Clark
Maxine Clark (født: Maxine Kasselman, 6. marts 1949 i Coral Gables, Florida, USA) er grundlægger af virksomheden Build-A-Bear Workshop.
| Firma | Spire Denne artikel om et firma eller en virksomhed i USA er en spire som bør udbygges. Du er velkommen til at hjælpe Wikipedia ved at udvide den. |